# 斯塔塞·阿西诺
斯塔塞·阿西诺（英語：Stacey Arceneaux，1936年2月17日—2015年3月4日），美国NBA联盟前职业篮球运动员。